# Крюгер, Джимми
Джеймс Томас Крюгер (англ. James Thomas Kruger; африк. Jimmy Kruger; 20 декабря 1917, Бетлехем, Оранжевое свободное государство — 9 мая 1987, Ирене, Трансвааль), более известен как Джимми Крюгер — южноафриканский политик и государственный деятель времён апартеида, министр юстиции, полиции и тюрем в правительстве Балтазара Форстера 1974—1979, председатель Сената ЮАР в 1979—1980. Проводил на министерском посту жёсткую репрессивную политику. Выступал против реформ Питера Боты. Участвовал в создании антиреформистской оппозиции, объединявшей последовательных сторонников апартеида.

## Инженер и юрист
Родился в семье иммигрантов из Уэльса. В детстве был усыновлён африканерской четой. В 1935 окончил среднюю школу в Вентерсдорпе, затем получил специальность горного инженера и геодезиста. Работал на золотых рудниках в Бракпане и Барбертоне.
Окончил Университет Южной Африки и Витватерсрандский университет, получил искусствоведческое и юридическое образование. С 1955 занимался адвокатской практикой в Йоханнесбурге.
В 1978 советский сатирический журнал Крокодил посвятил Джимми Крюгеру очерк, в котором утверждалось, будто он с детства мечтал служить в тюремной охране.

## Политик апартеида
Джимми Крюгер проникся идеологией африканерского национализма, состоял в Национальной партии, был приверженцем системы апартеида. Являлся также крайним антикоммунистом. В 1962 Крюгер избрался от Национальной партии в региональное законодательное собрание Трансвааля. В 1966 был избран в парламент ЮАР. Примыкал к крайне правому крылу партии, возглавляемому Балтазаром Форстером. В 1972 получил в правительстве Форстера должность заместителя министра полиции, затем заместителя министра социального обеспечения.
В 1974 Форстер назначил Крюгера министром юстиции, полиции и тюрем. Таким образом, в его ведении оказался практически весь репрессивный аппарат ЮАР, за исключением спецслужбы БОСС. На этом посту Крюгер проводил жёсткую политику защиты апартеида, подавления АНК и ЮАКП, вооружённого подполья и массовых протестов. От полиции Крюгер требовал маневренности и оперативности в подавлении выступлений «банту».
Период руководства Крюгера был отмечен такими событиями, как расстрел демонстрации африканских школьников в Соуэто и гибель в тюрьме известного правозащитника Стива Бико. Фраза Крюгера, произнесённая после смерти Бико: Dit laat my koud — «Это оставляет меня безразличным» — вызвала политический скандал международного уровня. Форстер был недоволен дальнейшим ухудшением имиджа ЮАР, случившимся по вине Крюгера.

## Консерватор в отставке
Массовые протесты и репрессии, фактическое военное поражение в Анголе, коррупционный скандал в Министерстве информации («афера Эшеля Руди») подорвали позиции правительства Форстера. В сентябре 1978 Форстер ушёл в отставку с поста премьер-министра и вскоре переместился на президентскую должность — почётную, но в то время не связанную с реальной властью. Через несколько месяцев он оставил и президентский пост. Правительство возглавил Питер Бота, ориентированный на проведение реформ и некоторые уступки чернокожему большинству.
Джимми Крюгер выступал категорически против реформ Боты. В результате в 1979 он был снят с министерского поста. Около года он председательствовал в сенате ЮАР, но с 1981 верхняя палата южноафриканского парламента была упразднена.
Крайне правые сторонники белого расизма и апартеида порывали с Национальной партией. Их лидер Андрис Треурнихт в 1982 создал антиреформистскую Консервативную партию. Джимми Крюгер выступил одним из её основателей. Однако большинство белой общины ЮАР поддержало реформы Боты. Партия Треурнихта—Крюгера имела свою группу поддержки, набрав впоследствии 31 % голосов на выборах 1989 года.
Скончался Джимми Крюгер в возрасте 69 лет после операции на сердце.

## Семья
Джимми Крюгер был женат на известной в ЮАР писательнице Сьюзен Крюгер. Имел двух сыновей. Именем Сьюзен Крюгер назван паром, на котором осуществляются экскурсионные туры на остров Роббен, где при министре Крюгере находился в заключении Нельсон Мандела.
В сентябре 1999 адвокат Эйтель Крюгер, сын Джимми Крюгера, вступил в правящую партию Африканский национальный конгресс, против которой его отец вёл жёсткую репрессивную борьбу. Этот шаг был расценён как шокирующий и мотивированный исключительно карьерными интересами. Перефразируя слова Крюгера-старшего о смерти Стива Бико, комментаторы писали: «Отступничество сына не оставило бы его безразличным».

## Кинообраз
Джимми Крюгер выведен как отрицательный персонаж в фильмах Клич свободы (о Стиве Бико) и Прощай, Бафана (о Нельсоне Манделе). В «Кличе свободы» роль министра Крюгера исполнил Джон Тоу.